# Роз'єм силовий

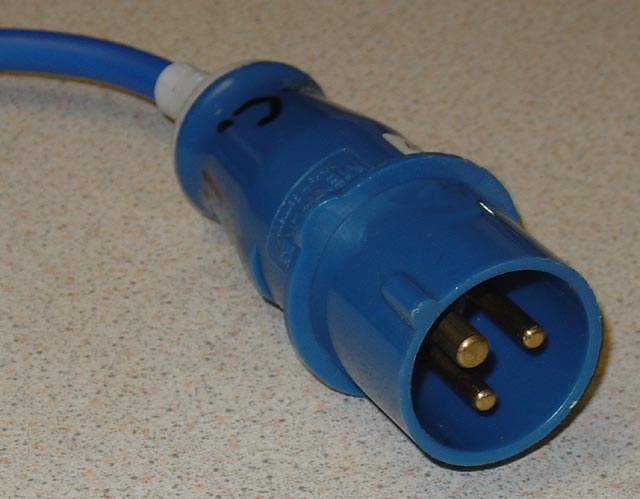
Силовий роз'єм на 16 А

Силові́ роз'єми (роз'єми промислового призначення) використовуються для швидкого і зручного приєднання споживачів до джерел живлення.

## Галузь застосування
У портах, на вокзалах, в аеропортах, виробничих цехах, контейнерних перевезеннях, пересувних будинках, пересувному устаткуванні, різних сільськогосподарських механізмах, на будівництвах і на комерційних будівельних майданчиках, особливо безпечно і зручне застосування силових роз'ємів для устаткування і інструментів у високотехнологічній електропромисловості, а також в інших сферах промисловості.

## Матеріали
Корпус силового роз'єму зроблений з високоміцної пластмаси, що не підтримує горіння, має ізоляційну здатність і протиударною силою. Силовий роз'єм завдяки своєму корпусу, що перешкоджає попаданню води, пороху, олив, наявному антикорозійному ефекту, може використовуватися при високій і низькій температурі, в пилі, в приміщеннях з підвищеною вологістю і інших несприятливих умовах.

## Технічні характеристики
- Сила удару: 1 Н*м
- Ступінь захисту: перешкоди бризкам IP44 і перешкоди намоканню IP67 (залежно від моделі)
- Діапазон температур: −25 ÷ +40°с
- Положення полюса заземлення: 6 h
- Знаки контактів додаткових деталей електроприладів:
- Контакти: L1, L2, L3
- Нейтральний контакт: N
- Контакт заземлення: Е
- Сила струму 16, 32, 63 А[1]